# Свободная поверхность
Свобо́дная пове́рхность — термин гидромеханики, обозначающий поверхность жидкости, не ограниченную стенками сосуда или русла.
В термодинамике свободная поверхность является фазовой границей между жидкостью и находящимся над ней газом или паром.
Свободная поверхность не испытывает влияния сил со стороны стенок или русла, и, как показал Платон, в отсутствие действия силы тяжести её форма определяется только силами межмолекулярного взаимодействия.
При воздействии внешних сил свободная поверхность в состоянии равновесия жидкости приобретает такую форму, при которой поверхность перпендикулярна действию этих сил. Одновременно равновесное состояние соответствует минимуму потенциальной энергии, из-за чего площадь свободной поверхности сокращается до минимально возможной под действием сил межмолекулярного взаимодействия, получивших название сил поверхностного натяжения.